# Tompojevci
Tompojevci es un municipio de Croacia en el condado de Vukovar-Sirmia.

## Geografía
Se encuentra a una altitud de 115 m s. n. m. a 293 km de la capital nacional, Zagreb.

## Demografía
En el censo 2011 el total de población del municipio fue de 1 565 habitantes, distribuidos en las siguientes localidades:
- Berak - 386
- Bokšić - 126
- Čakovci - 367
- Grabovo - 0
- Mikluševci - 378
- Tompojevci - 308

| Gráfica de población de Tompojevci 1857-2011                        |
|                                                                     |
| Según los censos de población de la oficina estadística de Croacia. |